# Sörentorp

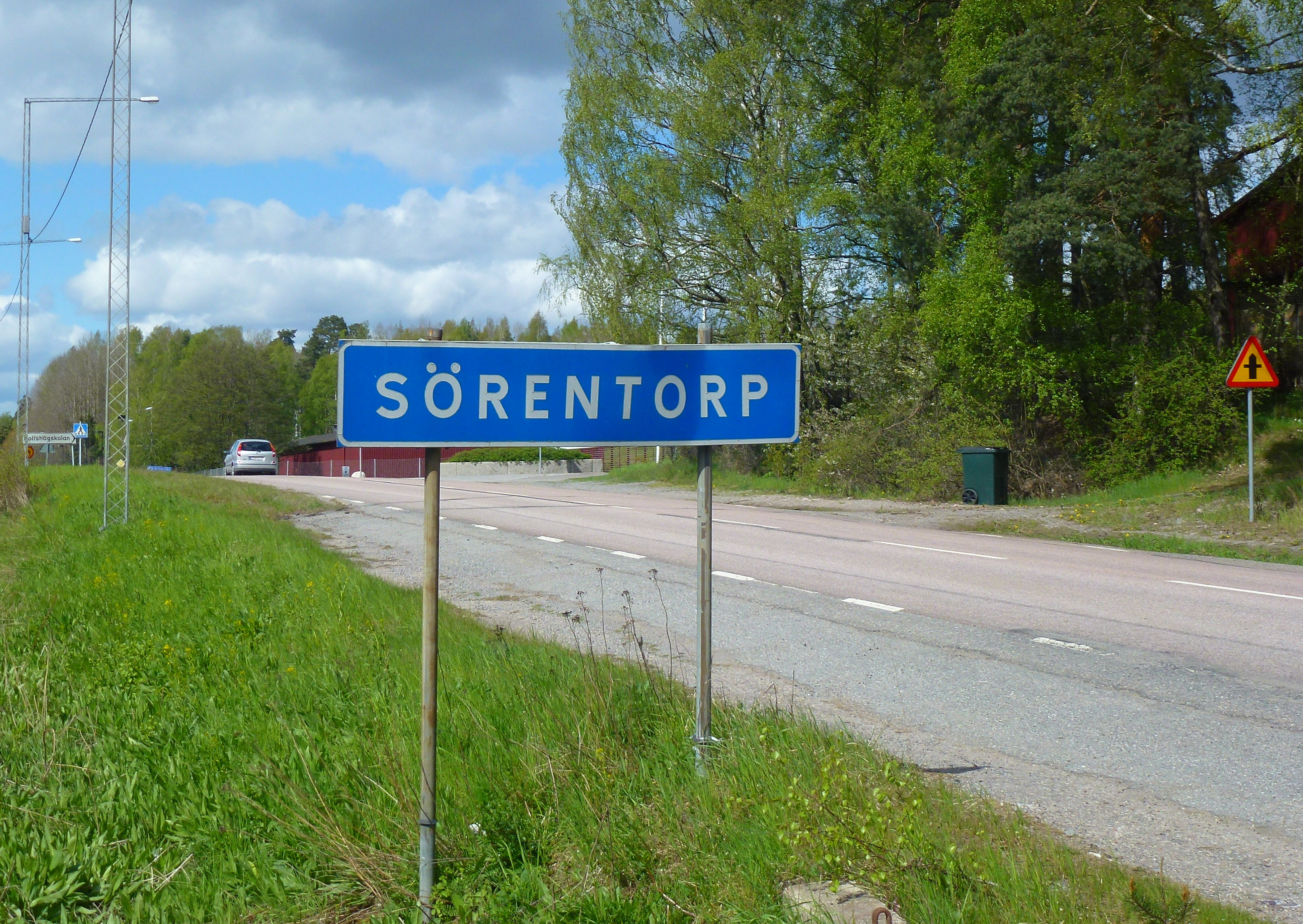
Sörentorp vid Polishögskolan, 2015.

Sörentorp är ett område i stadsdelen Ulriksdal inom Solna kommun, Stockholms län. Området begränsas av Uppsalavägen (E4), gränsen mot Sollentuna kommun, Edsviken samt Ulriksdals slottsområde i söder. "Sörentorp" är även namnet på  trafikplatsen på Uppsalavägen norr om Järva krog.

## Historik

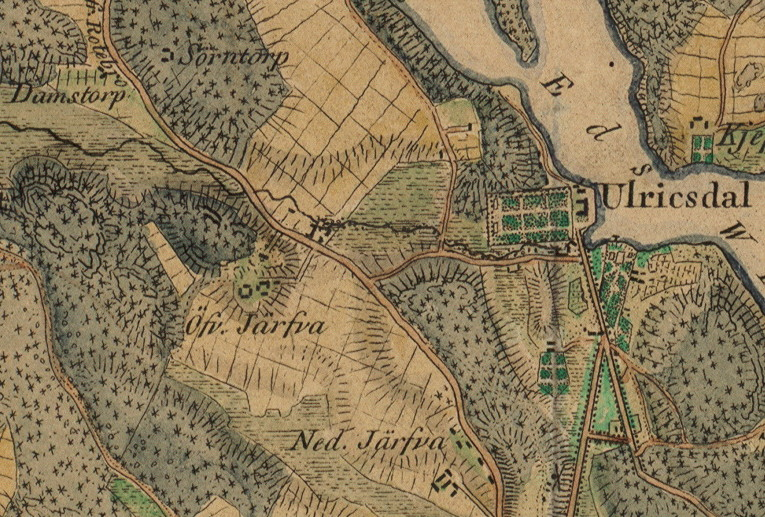
"Sörntorp" på en karta från 1817.

Sörentorp var dagsverkstorp under  Ulriksdalsgodset och tillkom troligen på 1600-talet. Från 1790-talet arrenderades torpets mark och byggnader av arrendatorn på Överjärva gård, som oftast hade en underarrendator. På en karta från 1817 redovisas namnet "Sörntorp" och gården består av en huvudbyggnad med två flyglar.
Torpet fortsatte att lyda under Ulriksdal in på 1900-talet. Sörentorps torp finns fortfarande kvar. Den lilla byggnaden uppfördes troligen omkring 1850 och har mycket kvar av sitt ursprungliga utseende. Stugan är renoverad och obebodd och ligger i Igelbäckens naturreservat men innanför avstängningen för Polishögskolan.

## Militär- och polistiden
I området uppfördes i mitten av 1940-talet kasernbyggnader för Svea livgarde efter ritningar av arkitekt Bertil Karlén. Regementet flyttade in år 1947. Under åren 1944 - 1950 fanns en hållplats för lokaltåg med namnet Sörentorp som inrättades i samband med att regementsområdet började bebyggas. Senare försörjdes regementet av busstrafik. År 1970 flyttade regementet ut. Dit förlades Polisskolan, som sedermera blev Polishögskolan under Rikspolisstyrelsens ledning. I december 2012 fattade regeringen ett beslut att lägga ner polisprogrammet vid Sörentorp, och utbildningen bedrivs sedan 2015 som en uppdragsutbildning vid Södertörns högskola, såsom det sedan tidigare gjorts vid Linnéuniversitetet och Umeå universitet.

## Bilder

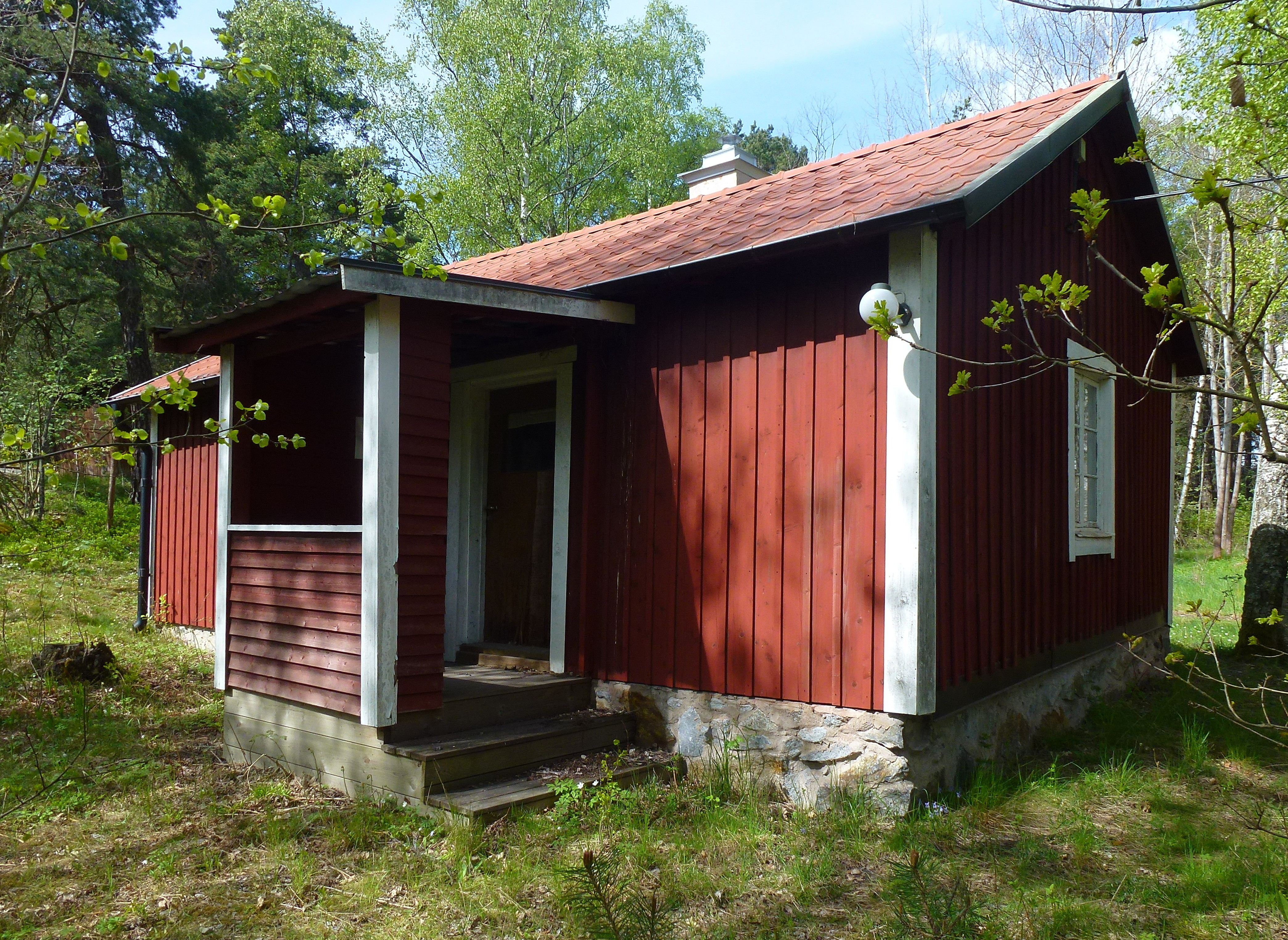
Sörentorps torp 2015.
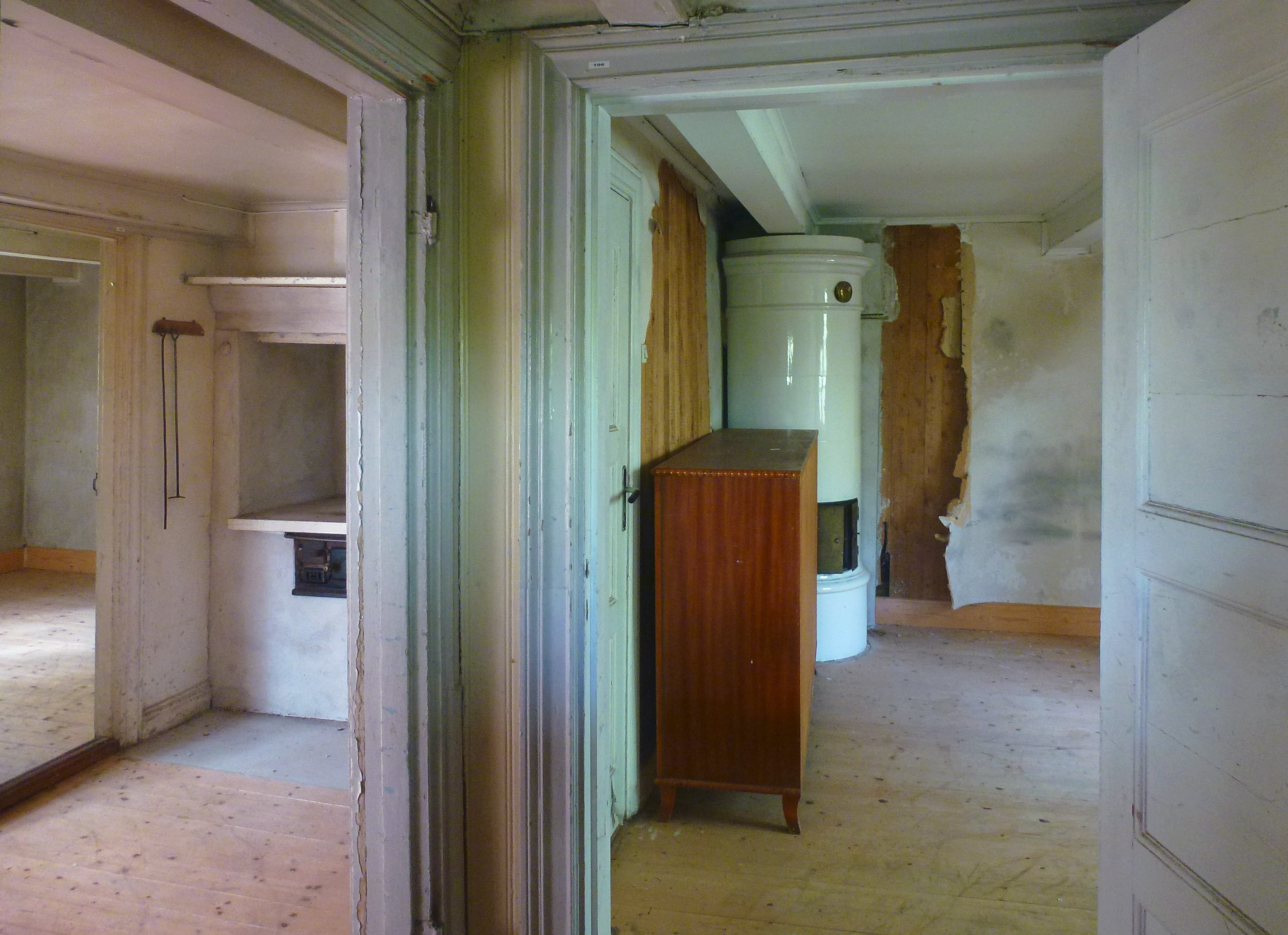
Sörentorps torp, interiör.
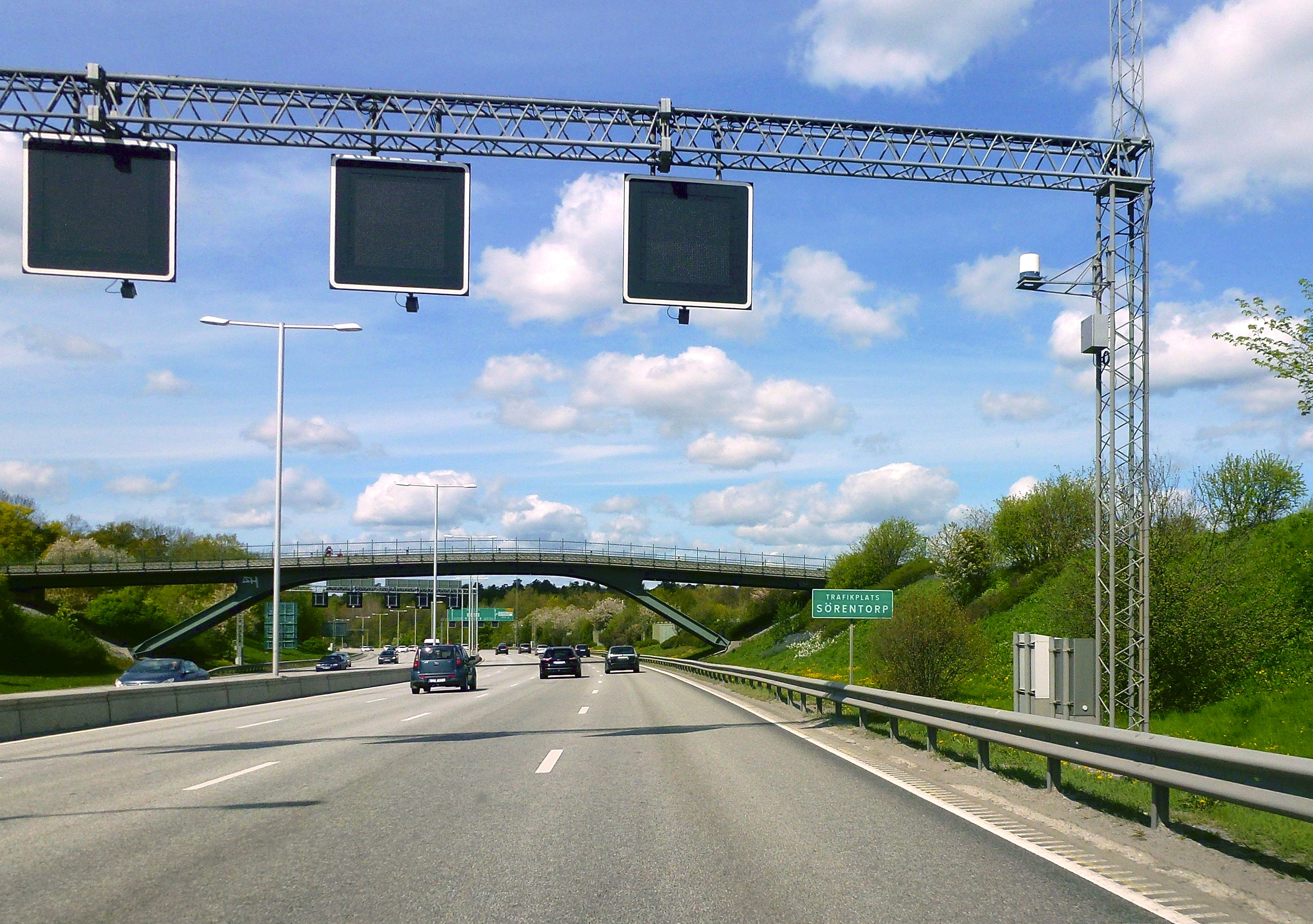
Trafikplatsen "Sörentorp"
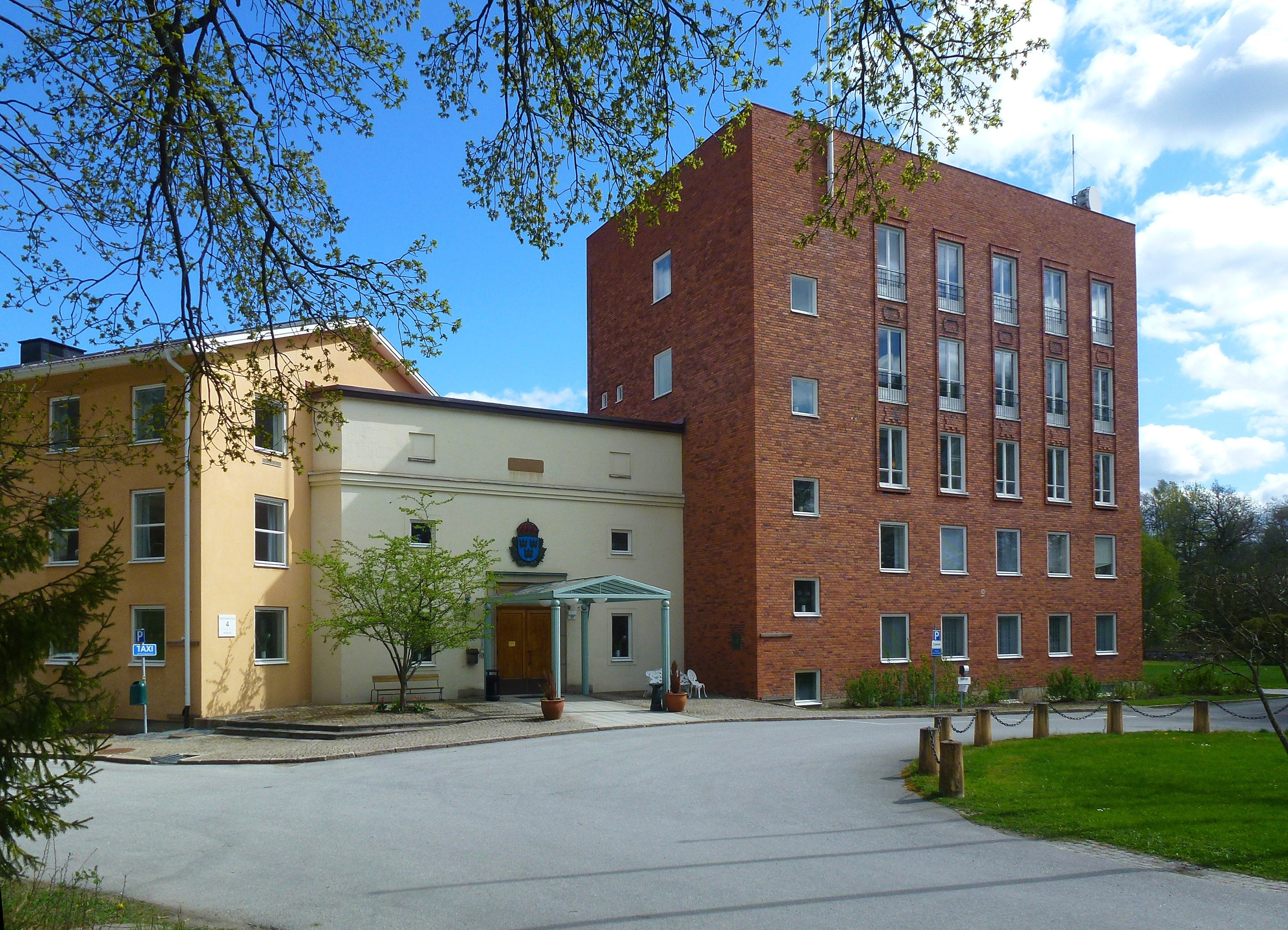
Före detta kanslibyggnaden för militären och polisen.